# Miomantis usambarica
Miomantis usambarica är en bönsyrseart som beskrevs av Giglio-tos 1911. Miomantis usambarica ingår i släktet Miomantis och familjen Mantidae. Inga underarter finns listade i Catalogue of Life.